# Wyrębel
Wyrębel – osada leśna w Polsce położona w województwie łódzkim, w powiecie piotrkowskim, w gminie Ręczno.
W latach 1975–1998 gajówka administracyjnie należała do województwa piotrkowskiego.